# Droga szerzenia się zakażenia
Droga szerzenia, inaczej droga zakażenia – sposób i mechanizm przenoszenia zakażenia.

## Rodzaje
Istnieją różne podziały, między którymi występują zazwyczaj niewielkie różnice. Oto jeden z nich:
- przeniesienie bezpośrednie:
  - bezpośrednia styczność (droga kontaktowa) z chorym lub nosicielem przy pocałunkach, kontakcie seksualnym (także analnym i oralnym), podczas pielęgnacji lub leczenia chorych (przeniesienie jatrogenne). Przeniesienie z jednej osoby na drugą, które nie są w relacji matka – dziecko nosi nazwę przeniesienia horyzontalnego,
  - bezpośrednia styczność z chorym zwierzęciem,
  - zakażenia własnymi pasożytami np. owsika,
  - zakażenie wertykalne, od matki na dziecko, mogące nastąpić poprzez:
    - drogę łożyskową (wrodzone postacie chorób: różyczka, toksoplazmoza),
    - w czasie porodu (droga pochwowa), na przykład zakażenie opryszczkowe,
    - karmienie piersią.

- przeniesienie pośrednie:

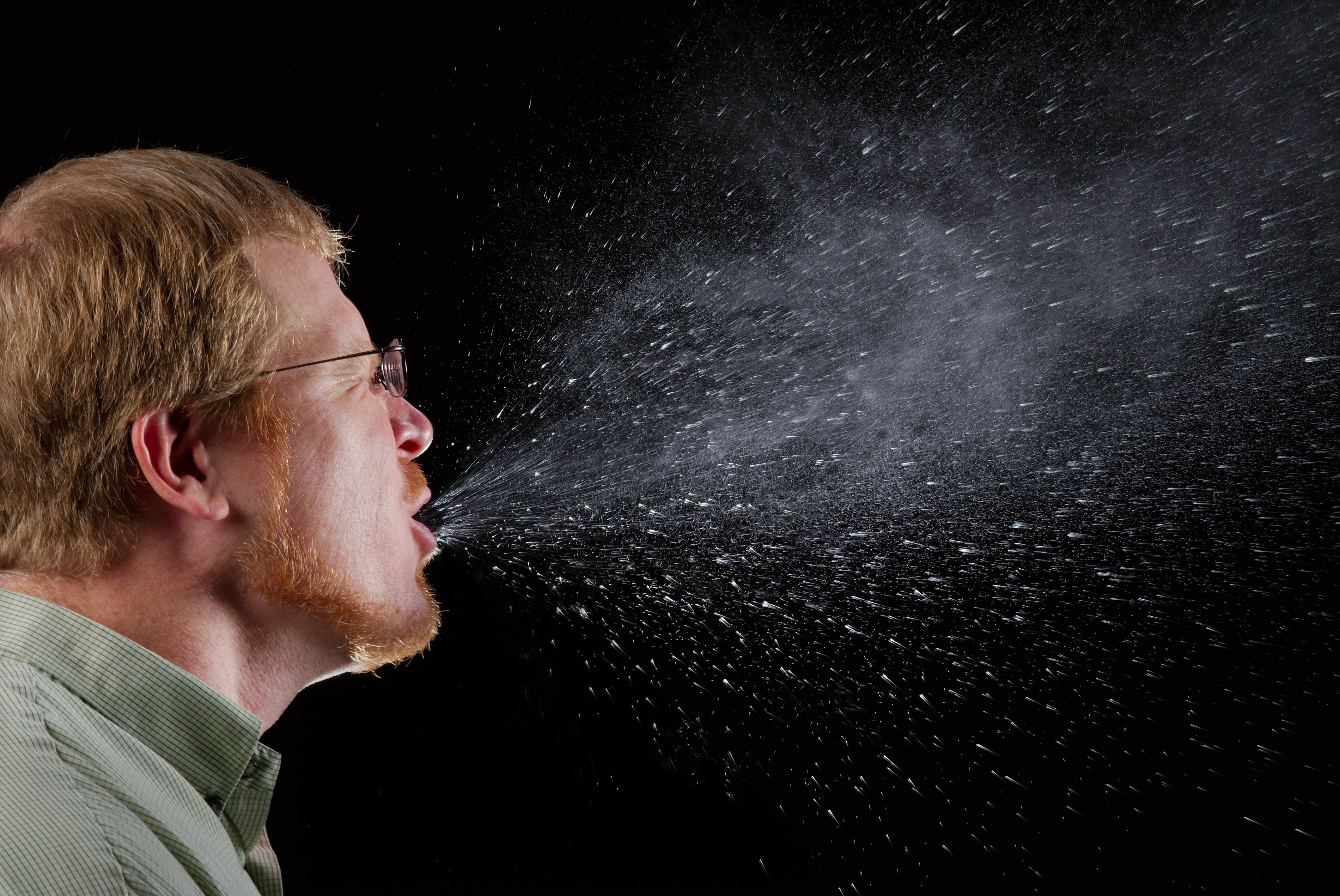
Duże znaczenie epidemiologiczne ma rozprzestrzenianie się wirusów drogą kropelkową

  - zakażona krew (również rodzaj przeniesienia jatrogennego),
  - kontakt skóry z materiałem zanieczyszczonym,
  - przeniesienie rękoma (droga fekalno-oralna),
  - droga pokarmowa (nośnikiem pokarm, woda, mleko),
  - kropelkowa – w wyniku kichania lub kaszlenia na inną osobę. W ten sposób przenosi się wiele chorób, m.in.: ospa wietrzna, nagminne zapalenie przyusznic, przeziębienie, grypa, angina, gruźlica, odra, różyczka,
  - inhalacyjna – gdy mikroorganizm pozostaje w powietrzu przez dłuższy czas,
  - wektory – żywi przedstawiciele: stawonogi (muchy, komary, wszy, pchły), gryzonie,
  - zakażenie poprzez glebę, w której znajdują się zarazki.